# Ramat Cewi
Ramat Cewi (hebr. רמת צבי; ang. Ramat Tzvi) – moszaw położony w Samorządzie Regionu Ha-Gilboa, w Dystrykcie Północnym, w Izraelu.

## Położenie
Moszaw Ramat Cewi jest położony na wysokości od 40 do 70 metrów n.p.m. w południowo-zachodniej części płaskowyżu Ramot Jissachar, na północy Izraela. Znajduje się on na zachodnim zboczu niewielkiego wzgórza Moledet (72 m n.p.m.), po którego północnej stronie przepływa strumień Brit (ma on źródła na północny wschód od moszawu), a po stronie południowej przepływa strumień Cwaim. Łączą się one na wschodzie i spływają w kierunku wschodnim do depresji Doliny Jordanu. Na południe od moszawu znajdują się źródła strumienia Josef, który spływa na południe do Doliny Charod, po której drugiej stronie wznoszą się Wzgórza Gilboa. Natomiast na zachód od moszawu przepływają okresowe strumienie Szeizafim i Na’ura. Mają one swoje źródła w położonym 2 km na północnym zachodzie masywie góry Giwat ha-More (515 m n.p.m.). W otoczeniu moszawu Ramat Cewi znajdują się kibuce Bet ha-Szitta, Tel Josef, En Charod Ichud, Gewa i Gazit, moszaw Kefar Jechezkel, wieś komunalna Moledet, oraz wsie arabskie At-Tajjiba, Sulam, Na’ura, Tamra i Kafr Misr.
Ramat Cewi jest położony w Samorządzie Regionu Ha-Gilboa, w Poddystrykcie Jezreel, w Dystrykcie Północnym Izraela.

## Historia
Pierwotnie tutejsze ziemie należały do arabskiej wioski Tamra. Po I wojnie światowej w 1918 roku cała Palestyna przeszła pod panowanie Brytyjczyków, który w 1921 roku utworzyli Brytyjski Mandat Palestyny. Umożliwiło to rozwój osadnictwa żydowskiego w Palestynie. W latach 20. XX wieku żydowskie organizacje syjonistyczne zaczęły wykupywać grunty w Dolinie Charod i na sąsiednim płaskowyżu Wyżyny Issachar. Jako pierwszy, w 1921 roku powstał kibuc En Charod, a następnie szereg żydowskich osiedli w Dolinie Charod. Następnie przystąpiono do kolonizacji położonego na północ od doliny rozległego płaskowyżu Wyżyny Issachar. W takich okolicznościach, w lipcu 1937 roku założono kibuc Moledet (później przekształcony w wieś komunalną). Podczas arabskiego powstania w Palestynie (1936–1939) siły żydowskie uzyskały silne poparcie ze strony brytyjskich władz mandatowych. Pogłębiło się ono podczas II wojny światowej. Mniej więcej w tym samym czasie przedstawiciele organizacji syjonistycznych, Dov Hoz i Icchak Ben-Jaakow, kupili około 600 hektarów ziemi od wsi Tamra. Miejsce to przeznaczono pod założenie nowego moszawu Ramat Cewi.
Grupa założycielska moszawu zawiązała się w latach 30. XX wieku. Przez kilka lat zdobywali oni potrzebnego doświadczenia i uczyli się rolnictwa w żydowskich osadach w Galilei i Samarii. Pod koniec 1941 roku amerykańska organizacja żydowska B’nai B’rith wyłożyła darowiznę w wysokości 100 tys. $. Środki te posłużyły do założenia pod koniec stycznia 1942 roku moszawu Ramat Cewi. Pierwszymi mieszkańcami nowej osady było dwóch pionierów, którzy zamieszkali w namiocie na wykupionym żydowskim polu. Stopniowo dołączyli do nich kolejni mieszkańcy, którzy w tamtym czasie w większości byli członkami żydowskiej organizacji paramilitarnej Irgun z oddziału Ha-Galil. Początkowo moszaw nazywał się Tamra (hebr. תמרה). Warunki życia były niezwykle ciężkie. Brakowało drogi dojazdowej, a wodę pitną donoszono pieszo w baniakach z pobliskiego kibucu Gewa (okoliczne źródła były w rękach arabskich właścicieli, którzy odmawiali Żydom dostępu do wody). Sytuacja uległa pewnej poprawie w 1946 roku, dzięki czemu rok później do moszawu przyjechało 12 nowych rodzin. Umożliwiło to rozwinięcie działalności rolniczej i uzyskanie samodzielności ekonomicznej.
W poszukiwaniu skutecznego rozwiązania narastającego konfliktu izraelsko-arabskiego w dniu 29 listopada 1947 roku została przyjęta Rezolucja Zgromadzenia Ogólnego ONZ nr 181. Zakładała ona między innymi, że moszaw Tamra miał znaleźć się w granicach nowo utworzonego państwa żydowskiego. Arabowie odrzucili tę rezolucję i dzień później doprowadzili do wybuchu wojny domowej w Mandacie Palestyny. Od samego początku wojny okoliczne wioski były wykorzystywane przez arabskie milicje, które sparaliżowały żydowską komunikację w całym regionie. Z tego powodu, siły żydowskiej Hagany przeprowadziły szereg operacji, zajmując i wysiedlając część tutejszych wiosek arabskich. W wyniku I wojny izraelsko-arabskiej (1948–1949) cała okolica znalazła się w państwie Izrael, co umożliwiło dalszy stabilny rozwój moszawu Tamra. W 1953 roku zmieniono nazwę moszawu na dzisiejszą, oddając cześć rabinowi Cewi Monsko (dyrektor amerykańskiego oddziału organizacji B’nai B’rith, który wsparł rozwój moszawu). W 1960 roku B’nai B’rith otworzyło w moszawie przedszkole, rozwijając dalej swoje wsparcie dla Ramat Cewi. Problemy z dostawami wody w pełni rozwiązano w 1968 roku. Istnieją plany rozbudowy moszawu o 100 nowych domów.

## Demografia
Większość mieszkańców moszawu jest Żydami:

## Gospodarka i infrastruktura
Gospodarka moszawu opiera się na intensywnym rolnictwie, sadownictwie i hodowli drobiu. W szklarniach hodowane są kwiaty. Część mieszkańców pracuje poza moszawem w pobliskich strefach przemysłowych. W moszawie jest przychodnia zdrowia, sklep wielobranżowy i warsztat mechaniczny.

## Transport
Z moszawu wyjeżdża się na południe na drogę nr 717, którą jadąc na wschód dojeżdża się do wsi komunalnej Moledet i wioski arabskiej At-Tajjiba, lub jadąc na południowy zachód dojeżdża się do skrzyżowania z drogą nr 716. Jadąc nią na północ dojeżdża się do arabskiej wioski Na’ura, lub jadąc na południe zjeżdża się do Doliny Charod przy kibucach En Charod Ichud i En Charod Me’uchad, dojeżdżając do skrzyżowania z drogą nr 71.

## Edukacja i kultura
Moszaw utrzymuje przedszkole. Starsze dzieci są dowożone do szkoły podstawowej i szkoły średniej w kibucu En Charod Me’uchad. Jest tu synagoga i mykwa. W moszawie jest także ośrodek kultury z biblioteką, sala sportowa z siłownią, oraz boisko do piłki nożnej.

## Turystyka
W moszawie istnieje możliwość wynajęcia pokoi noclegowych. Moszaw jest dogodnym punktem wyjściowym do pieszych i rowerowych wycieczek po Wyżynie Issachara.